# جنسنغ زنجباري
جنسنغ زنجباري (الاسم العلمي:Panax zingiberensis) هو نوع من النباتات يتبع جنس الجنسنغ من الفصيلة الأرالية.